# Anoectochilus burmannicus
Anoectochilus burmannicus är en orkidéart som beskrevs av Robert Allen Rolfe. Anoectochilus burmannicus ingår i släktet Anoectochilus och familjen orkidéer. Inga underarter finns listade i Catalogue of Life.